# Liste der Windsurf-Reviere
Die folgende Liste führt die bekanntesten Reviere und Surfspots auf, die für das Windsurfen besonders gut geeignet sind aufgrund:
- der Häufigkeit / Konstanz und Stärke des Windes (erforderlich ist eine Windstärke ab ca. 4 Beaufort)
- der Infrastruktur, d. h. Surfen ist erlaubt, es gibt Verleihstationen für Material, Surfschulen etc.

## Europa

### Dänemark
- Hanstholm
- Klitmøller
- Ringkøbingfjord

### Deutschland
- Nordsee
  - ostfriesische Inseln
  - nordfriesische Inseln
  - Elbmündung
    - Otterndorf

  - Sankt Peter-Ording
  - Wilhelmshaven
 Südstrand
  - Büsum

- Ostsee
  - Fehmarn
    - Burg
    - Orther Reede

  - Brasilien, Ortsteil von Schönberg (Holstein)
  - Damp
  - Salzhaff
  - Heidkate
  - Strande
  - Heiligenhafen
  - Kalifornien, Ortsteil von Schönberg (Holstein)
  - Weißenhäuser Strand
  - Rügen
  - Pelzerhaken
  - Warnemünde
  - Darß
  - Flensburg
  - Usedom
    - Achterwasser

  - Lubmin
  - Loissin

- Binnengewässer
  - Helenesee
  - Blausteinsee
  - Großer Brombachsee
  - Großes Meer
  - Zwischenahner Meer
  - Altmühlsee
  - Dümmer
  - Müritz
  - Kummerower See
  - Berliner Seen
  - Rhein
  - Ammersee
  - Chiemsee
  - Alfsee
  - Förmitztalsperre
  - Weißenstädter See
  - Wiesensee
  - Walchensee
  - Starnberger See
  - Sorpesee
  - Cospudener See
  - Schladitzer See
  - Steinhuder Meer
  - Xantener Südsee

### Frankreich
- Mittelmeer
  - Korsika
  - Étang de Leucate
  - Hyères
- Atlantik
  - Île de Ré
  - Brest

### Griechenland
- Rhodos
  - Nord-West-Küste
  - Prasonisi
- Kos
- Karpathos
- Mykonos
- Naxos
- Paros
- Samos
- Lefkas
- Lesvos

### Italien
- Gardasee
  - Torbole
  - Malcesine
- Lago di Como
  - Domaso
- Lago di Santa Croce
  - Poiate
- Sardinien
  - Porto Pollo
  - La Cinta, San Teodoro
- Toskana
  - Marina di Grosseto
  - Vada
- Adria
  - Gargano
  - Triest, (Barcola)

### Niederlande
- Nordsee
  - Brouwersdam
  - Wijk aan Zee
  - Scheveningen
  - IJmuiden
  - Westfriesische Inseln

- Binnengewässer
  - Grevelingen
  - Maasplassen, Oolderplas
  - Veerse Meer
  - Veluwemeer
  - IJsselmeer

### Österreich
- Traunsee
  - Ebensee am Traunsee
  - Rindbach am Traunsee
- Neusiedler See
  - Breitenbrunn am Neusiedler See
  - Podersdorf am See
  - Rohrspitz
- Achensee

### Polen
- Chałupy – Halbinsel Hela
- Jastarnia – Halbinsel Hela

### Portugal
- Praia do Guincho bei Lissabon
- Viana do Castelo
- Figueira da Foz
- Ericeira (erstes offizielles Surfreservat Europas, drittes weltweit)
- Peniche
- Baleal

### Schweiz
- Silvaplanersee
  - Silvaplana
- Neuenburgersee
  - Yvonand
  - Portalban
  - Saint Blaise
  - Grandson
  - Estavayer-le-Lac
- Thunersee
  - Thun
- Urnersee

### Spanien
- Costa Brava
  - Golf von Rosas
    - Rosas / Ampuriabrava
    - L’Escala
- La Manga del Mar Menor
- Tarifa

- Kanarische Inseln
  - Fuerteventura
    - Corralejo
    - Playa de Sotavento

  - Gran Canaria
    - Ojos de Garza
    - Playa de Vargas
    - Arinaga
    - Pozo Izquierdo
    - Juan Grande (Ketchup)
    - Playa Aguila
    - Maspalomas

  - Teneriffa
    - El Médano

  - Lanzarote
    - Puerto del Carmen
    - Las Cucharas

### Türkei
- Alaçati
- Bodrum
- Datça

### Ungarn
- Balaton
  - Balatonfűzfő
  - Siófok
  - Tihany

## Afrika

### Ägypten
- Dahab
- Hurghada
- Safaga
- Soma Bay
- El Tur
- El Gouna

### Kapverdische Inseln
- Sal
  - Bucht von Santa Maria
  - Punta Preta
- Boa Vista
- Sao Vicente

### Marokko
- Essaouira
- Moulay

### Namibia
- Walvis Bay

### Südafrika
- Jeffreys Bay

## Amerika

### „ABC-Inseln“ (zuNiederlande)
- Aruba
- Bonaire
- Curacao

### Barbados(Kleine Antillen)
- Silver Sands
- Silver Rock

### Brasilien
- Jericoacoara
- Cruz (Ceará) (Praia do Preá)
- Cumbuco

### Dominikanische Republik
- Buen Hombre
- Cabarete

### Mexiko
- Baja California

### USA
- Cape Hatteras (North Carolina)
- Hawaii
  - Maui
    - Camp One
    - Hoʻokipa
    - Kanaha
    - Kihei
    - Spreckelsville (Sprecks)

  - Oʻahu
    - Diamond Head
    - Kailua
- Hood River (Oregon)
- Gold Beach (Oregon)

#### Venezuela
- El Yaque (Isla Margarita)

## Asien

### Japan
- Omaezaki

### Philippinen
- Boracay

### Thailand
- Hua Hin

### Vietnam
- Phan Thiết

## Australien und Ozeanien

### Australien
- Westküste
  - Margaret River
  - Geraldton